# Elmira Nəzirova
Elmira Nəzirova (aserbaidschanisch Elmira Mirzərza qızı Nəzirova; russisch Эльмира Мирза Рза кызы Назирова, Transkription Elmira Mirsa Rsa kysy Nasirowa; wiss. Transliteration Ėl'mira Mirza Rza kyzy Nazirova; * 30. November 1928 in Baku, Sowjetunion; † 23. Januar 2014 in Haifa, Israel) war eine aserbaidschanische Komponistin und Pianistin. 

## Leben
Als Tochter einer Pianistin und eines Arztes wuchs sie in einer Familie mit aserbaidschanisch-georgisch-jüdischen Wurzeln auf. Mit 10 Jahren debütierte sie als Pianistin mit der Philharmonie Baku unter Nikolai Anosow, mit 12 begann sie zu komponieren, mit 14 wurde sie Mitglied im aserbaidschanischen Komponistenverband. Sie besuchte die Musikschule Baku, eine Vorstufe zum Konservatorium der Stadt. Einen weiteren vielbeachteten Auftritt hatte sie 1944 bei einem Festival in Tiflis, als sie unter den Augen von Reinhold Glière eine Reihe selbst komponierter Klavier-Préludes präsentierte. Üzeyir Hacıbəyov, einer der Pioniere der klassischen Musik in Aserbaidschan, empfahl sie ans Moskauer Konservatorium.
Dort studierte sie 1947/48 Klavier bei Jakow Sak und Komposition bei Dmitri Schostakowitsch, bevor dieser 1948 im Zuge der Parteikampagne gegen angebliche Formalisten gemaßregelt und entlassen wurde. Sie musste daraufhin nach Baku zurückkehren, wo sie ihr Studium an der Musikakademie fortsetzte – 1950 machte sie ihren Abschluss im Fach Klavier bei Georgi Sharoyev, 1954 im Fach Komposition bei Boris Issaakowitsch Seidman. Ab 1951 unterrichtete sie selbst an der Musikakademie. Ihr früherer Lehrer Schostakowitsch förderte sie weiterhin. Im Jahr 1953, während der Arbeit an seiner 10. Sinfonie, entwickelte sich ein intensiver Briefwechsel mit ihr, und er verewigte ihren Namen im dritten Satz der Sinfonie (siehe Abschnitt „Briefwechsel“). 
In den 1950er und 1960er Jahren unternahm Elmira Nəzirova als Pianistin Tourneen mit namhaften Dirigenten wie Niyazi Hacıbəyov, Abram Stassewitsch, Leo Ginsburg, Robert Satanowski und Natan Rachlin nach Georgien, Polen (1958), in die CSSR (1963), in den Irak und nach Ägypten (1963). Auch als Komponistin verzeichnete sie weitere Erfolge, vor allem mit ihrem Klavierkonzert über arabische Themen (1957). 1971 übernahm sie an der Musikakademie Baku eine Professur, 1972 zusätzlich die Leitung der Klavierabteilung. Zu ihren Schülern zählte u. a. der Jazzpianist David Gazarov.
1990 übersiedelte sie nach Israel. Dort lebte sie in Haifa, setzte ihre Tätigkeit als Klavierpädagogin fort und war in der aserbaidschanisch-israelischen Initiative AsIs aktiv.

## Stil
Sie komponierte Orchesterwerke, Konzerte, Kammermusik und Klavierwerke. In ihrer Musiksprache verband sie Elemente aus der aserbaidschanischen Volksmusik, auch Formen des Mugham, mit Einflüssen der russischen Klavierschule in der Tradition von Rachmaninow und Skrjabin.

## Persönliches
Ab 1948 war sie mit dem späteren Psychiatrieprofessor Miron Fel verheiratet. Ihr Sohn Elmar Fel wurde ebenfalls Komponist, ihr Enkel Teymur Phell Jazzmusiker.

## Briefwechsel mit Schostakowitsch
Von April bis Dezember 1953, während der Arbeit an der 10. Sinfonie bis zur Uraufführung, trat Schostakowitsch in intensiven Briefkontakt zu Nəzirova, der danach wieder abbrach. Im dritten Satz der Sinfonie (Allegretto) verwendete er neben seinen Initialen D-S-C-H auch ihren Namen. Aus den Tonstufen E-La-MI-Re-A ergab sich das Elmira-Motiv E-A-E-D-A. Es erklingt im Horn und weist Ähnlichkeiten mit dem Todesmotiv aus Mahlers Lied von der Erde auf. Schostakowitsch, heißt es in manchen Darstellungen, habe zu jener Zeit eine Inspirationsquelle gesucht, eine Art Muse. Die Forschung deutet die meist unbeantworteten Briefe darüber hinaus als Zeugnisse einer „zeitweiligen Obsession“, einer „unerwiderten Zuneigung“, einer „idée fixe“. Fast vier Jahrzehnte lang blieb der Charakter des Hornmotivs im Allegretto – als verschlüsselte musikalische Widmung – ein Geheimnis. Erst 1990, kurz vor ihrer Ausreise nach Israel, enthüllte Nəzirova die Hintergründe.

## Werke (Auswahl)
- Romanze für Cello und Klavier (1940)
- Zwölf Préludes für Klavier (1944)
- Fünf Préludes für Klavier (1947)
- Sonate für Violine und Klavier (1952)
- Sonate für Cello und Klavier (1952)
- Vier Etüden für Klavier (1953)
- Variationen für Klavier (1953)
- Ouvertüre für Orchester (1953)
- Streichquartett (1953)
- Konzert Nr. 1 für Klavier und Orchester (1954)
- Sonatina für Klavier (1954)
- Suite für zwei Klaviere über albanische Themen (1955), mit Fikrət Əmirov
- Aserbaidschanische Volkslieder für Klavier (1955, 1962, 1963)
- Konzert Nr. 2 für Klavier und Orchester über arabische Themen (1957), mit Fikrət Əmirov
- Fünf Kinderlieder (1957)
- Elegie für Violine und Klavier (1958)
- Konzert Nr. 3 für Klavier und Orchester Jugend (1968)
- Sonata-Poema für Klavier (1969)

## Anmerkung
1. ↑  Die erreichbaren Quellen nennen keinen genauen Sterbeort in Israel. Auf Anfrage bestätigte der Enkel Teymour Phell, dass es Haifa war.